# Aeroportul Codrington
Aeroportul Codrington (IATA: BBQ, ICAO: TAPH) este un aeroport din Antigua și Barbuda ce deservește zona Codrington⁠(d). A fost numit după zona deservită.
Situat la o altitudine de 5 m, aeroportul dispune de o singură pistă.